# Barry Dignam
Barry Dignam (nascut el 31 de març de 1971) és un cineasta irlandès. Algunes de les seves pel·lícules són Chicken, Dream Kitchen, Stages, Bounce i A Ferret Called Mickey.

## Carrera
Barry Dignam va estudiar art dramàtic al Trinity College, Dublin i cinematografia al the National Film School of Ireland (IADT). Ha fet una sèrie de curtmetratges d'èxit internacional com Chicken, Dream Kitchen i A Ferret Called Mickey. Les seves pel·lícules han estat presentades en selecció oficial a més de cent cinquanta festivals internacionals de cinema i han guanyat nombrosos premis. Ha estat nominat per a una Palma d'Or al millor curtmetratge a Cannes i un Ós de Berlín. El treball de Dignam ha estat projectat per les principals emissores, com ara Film Four, PBS, Canal + i s'ha estrenat en DVD i en sales tant a Europa com als EUA.
Dignam dona conferències sobre guió i direcció a la National Film School de l'IADT Dún Laoghaire.

## Vida personal
Dignam i la seva parella, Hugh Walsh, són una de les primeres parelles en ser reconeguts com a parella civil a Irlanda, i els primers a fer-ho després de l'espera obligatòria de tres mesos (sis parelles anteriors van rebre exempcions per motius humanitaris).